# راشيل وليامز
راشيل وليامز (بالإنجليزية: Rachel Williams) (و. 1988  م) هي لاعبة كرة قدم، من المملكة المتحدة، ولدت في لستر، شاركت في ألعاب أولمبية صيفية 2012، تلعب كمُدَافِعَة.

## روابط خارجية
- راشيل وليامز على موقع الاتحاد الدولي (مؤرشف)  (الإنجليزية)
- راشيل وليامز على موقع قاعدة بيانات كرة القدم.إي يو (الإنجليزية)
- راشيل وليامز على موقع Soccerway.com (الإنجليزية)
- راشيل وليامز على موقع عالم كرة القدم.نت (الإنجليزية)
- راشيل وليامز على موقع أوليمبيديا (الإنجليزية)
- راشيل وليامز على موقع اللجنة الأولمبية البريطانية (الإنجليزية)